# Épigénétique de la schizophrénie
L'épigénétique de la schizophrénie est l'étude de la manière dont les changements épigénétiques héréditaires sont régulés et modifiés par l'environnement et celle des facteurs externes et de la manière dont ces changements influencent l'apparition, le développement et la vulnérabilité à la schizophrénie. L’épigénétique concerne également l’héritabilité de ces changements. La schizophrénie est un trouble souvent mal compris qui touche jusqu'à 1 % de la population mondiale. Bien que la schizophrénie soit un trouble très étudié, elle reste largement incomprise par la communauté scientifique ; l’épigénétique offre une nouvelle voie pour la recherche, la compréhension et le traitement.

## Arrière-plan

### Histoire
Historiquement, la schizophrénie a été étudiée et examinée à travers différents paradigmes ou écoles de pensée. À la fin des années 1870, Emil Kraepelin a eu l’idée de l’étudier comme une maladie. Un autre paradigme, introduit par Zubin et Spring en 1977, était le modèle stress-vulnérabilité où l'individu a des caractéristiques uniques qui lui donnent des forces ou des vulnérabilités pour faire face au stress, une prédisposition à la schizophrénie. Plus récemment, avec le décodage du génome humain, l’accent a été mis sur l’identification de gènes spécifiques pour étudier la maladie. Cependant, le paradigme génétique a été confronté à des problèmes liés à des résultats incohérents, non concluants et variables. L’école de pensée la plus récente étudie la schizophrénie à travers l’épigénétique.

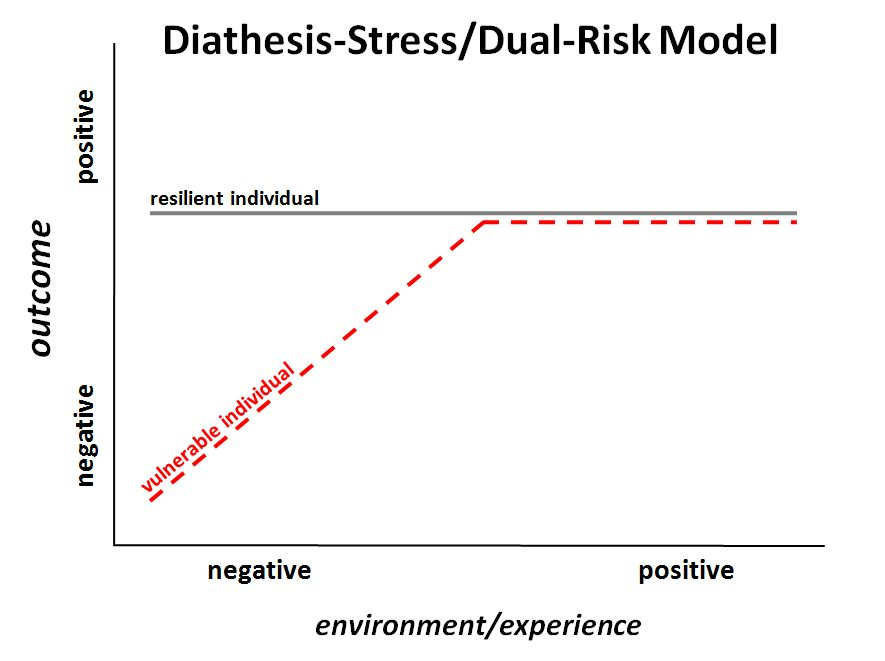
Une visualisation du modèle stress-vulnérabilité, également connu sous le nom de modèle diathèse-stressl.

L’idée d’épigénétique a été décrite dès 1942, lorsque Conrad Waddington l’a décrite comme la façon dont l’environnement régule la génétique. À mesure que le domaine et la technologie disponible ont progressé, le terme en est venu à désigner également les mécanismes moléculaires de régulation. Le concept selon lequel ces changements épigénétiques peuvent être transmis aux générations futures est devenu progressivement plus accepté.
Bien que l’épigénétique soit un domaine d’étude relativement nouveau, les applications spécifiques et la concentration sur les troubles mentaux comme la schizophrénie constituent un domaine de recherche encore plus récent.

## Schizophrénie

### Symptômes
Les principaux symptômes de la schizophrénie peuvent être classés en trois grandes catégories. Ces symptômes sont souvent utilisés pour construire et étudier des modèles animaux de schizophrénie dans le domaine de l'épigénétique. Les symptômes positifs sont considérés comme des aberrations du système limbique, tandis que les symptômes négatifs et cognitifs sont considérés comme des anomalies du lobe frontal.

Le système limbique et les structures associées du cerveau, où les anomalies conduisent à des symptômes positifs de la schizophrénie

Symptômes positifs :
- Hallucinations
- Délires et paranoïa
- Troubles de la pensée

Symptômes négatifs:
- Apathie
- Pauvreté de la parole
- Émotions plates ou émoussées

Dysfonctions cognitives :
- Mémoire de travail altérée
- Pensées désorganisées
- Déficiences cognitives[1]

### Héritabilité
L'héritabilité représente le pourcentage de variabilité d'un trait qui provient de différences génétiques. Il existe de nombreuses preuves démontrant que la schizophrénie est une maladie héréditaire. Il a été calculé que l'hérédité de la schizophrénie est d'environ 80 %, et que dans cette hérédité, 30 % de la variabilité provient de polymorphismes d'un seul nucléotide et 30 % supplémentaires de variantes à grand nombre de copies (VNC). Un élément de preuve clé est une étude sur des jumeaux qui a montré que la probabilité de développer la maladie est de 53 % pour l'un des membres de jumeaux monozygotes (jumeaux avec le même code génétique), contre 15 % pour les jumeaux dizygotes, qui ne partagent pas exactement le même ADN. Il a également été démontré que le fait d’avoir des membres de la famille directe diagnostiqués avec la schizophrénie augmente le risque de développer la schizophrénie de 9 fois. Une autre étude a examiné les taux de schizophrénie des adoptés : les adoptés ayant des antécédents génétiques de schizophrénie et adoptés par des parents non schizophrènes étaient diagnostiqués avec une schizophrénie à des taux plus élevés que les adoptés sans antécédents biologiques de schizophrénie mais élevés par des parents adoptifs diagnostiqués avec la schizophrénie. Cependant, la mesure dans laquelle les interactions entre les facteurs environnementaux et génétiques contribuent au développement de la schizophrénie est incertaine. D'autres remettent en question la preuve de l'hérédité en raison de définitions différentes de la schizophrénie et de l'environnement similaire pour les deux jumeaux,. Cela dit, le fait que même les jumeaux monozygotes ne partagent pas un taux de concordance de 100 % suggère que des facteurs environnementaux jouent un rôle dans la vulnérabilité et le développement du trouble.
Les réponses immunitaires maternelles sont impliquées dans le développement de la schizophrénie. Une étude de 2019 a révélé que, dans les modèles murins, l'activation immunitaire maternelle pourrait être impliquée dans la régulation de l'expression du gène ARX qui contribue au dysfonctionnement du GABA généralement impliqué dans la schizophrénie. La plupart des effets maternels impliqués dans le développement de la schizophrénie sont liés à l’activation du système immunitaire et aux mécanismes associés de cytokines et de neurogenèse plutôt qu’à des changements génétiques.
Il semble que les effets génétiques paternels soient impliqués dans le taux de développement de la schizophrénie. Une étude de 2021 a montré que l’âge paternel avancé était associé à un risque plus élevé de schizophrénie. Dans l’étude, les âges paternels ont été regroupés par tranches de 5 ans, et il a été observé qu’à mesure que les tranches augmentaient, le risque de développer une schizophrénie augmentait également. On suppose que l’âge paternel avancé augmente le risque de schizophrénie parce que les pères transmettent trois à quatre fois plus de mutations de novo que les mères. On estime que 2 nouvelles mutations de novo sont créées par an, ce qui fait que les pères plus âgés transmettent davantage de mutations à leur progéniture, ce qui peut expliquer l'augmentation des taux de schizophrénie.
Différents facteurs environnementaux ont été évoqués, notamment la consommation de marijuana, les complications pendant la grossesse, le statut socioéconomique et l’environnement, ainsi que la malnutrition maternelle. Dans certaines circonstances, il a été démontré que des facteurs environnementaux peuvent augmenter le risque de schizophrénie lorsqu’ils sont associés à des antécédents familiaux de psychose. À mesure que le domaine de l’épigénétique progresse, ces facteurs de risque externes et d’autres seront probablement pris en compte dans les études épidémiologiques.

### Gènes associés à la schizophrénie
Parmi les nombreux gènes connus pour être associés à la schizophrénie, quelques-uns ont été identifiés comme particulièrement importants lors de l’étude des phénomènes épigénétiques sous-jacents à la maladie.
- GAD1 – GAD1 code pour la protéine GAD67, une enzyme qui catalyse la formation de GABA à partir du glutamate. Les personnes atteintes de schizophrénie ont montré une diminution des niveaux de GAD67 et ce déficit est censé entraîner des problèmes de mémoire de travail, entre autres déficiences[12].
- RELN – RELN code pour la reeline, une protéine extracellulaire nécessaire à la formation des souvenirs et à l’apprentissage par plasticité. On pense que la reeline régule les neurones producteurs de glutamate à proximité[1].

Les deux protéines sont exprimées par les neurones GABAergiques. Plusieurs études ont démontré que les niveaux de reeline et de GAD67 sont régulés à la baisse chez les patients atteints de schizophrénie et chez les modèles animaux.
- BDNF – Le facteur neurotrophique dérivé du cerveau, BDNF, est un autre gène important dans l’étude de la génétique de la schizophrénie. Le BDNF joue un rôle crucial dans la cognition, l’apprentissage, la formation de la mémoire et la vulnérabilité aux expériences sociales et de vie[1].

Des études d’association pangénomique (GWAS) ont confirmé la présence d’autres gènes supposés être impliqués dans la régulation de la schizophrénie. Plusieurs gènes que les GWAS ont déterminé comme étant associés à la schizophrénie comprennent des gènes impliqués dans le développement neurologique, notamment la signalisation glutamatergique, la transmission synaptique et la régulation des canaux calciques voltage-dépendants. Cela inclut les voies GAD1 et RELN mentionnées ci-dessus ainsi que le BDNF. Un autre gène important est le gène du récepteur de la dopamine 2, qui code un récepteur de la dopamine (D2), une cible principale de nombreux médicaments antipsychotiques utilisés pour traiter les patients atteints de schizophrénie,. Il a été rapporté que les régions chromosomiques contenant un grand nombre de CNV entraînent une susceptibilité accrue à la schizophrénie.
Des variantes du nombre de copies (CNV) ont également été signalées comme étant associées à la schizophrénie, en particulier dans les régions chromosomiques présentant de grandes quantités de CNV,. On pense qu'une CNV située au niveau du gène NRXN1, qui code une protéine neurexine impliquée dans la transmission synaptique, provoque une mutation avec perte de fonction associée au développement de la schizophrénie. Des mutations par perte de fonction au niveau du gène codant l'histone H3 méthyltransférase, une enzyme importante pour la modification épigénétique des histones, ont également été impliquées dans des études d'association de gènes pour la schizophrénie. La modification des histones n’est pas le seul mécanisme épigénétique considéré comme communément associé à la schizophrénie. L'analyse des gènes associés à la schizophrénie révèle que les loci à risque se trouvent généralement à proximité des loci de caractères quantitatifs de méthylation de l'ADN (qui affectent la méthylation du CpG), qui présentent des modifications post-transcriptionnelles uniquement corrélées à la schizophrénie et produisent des variantes d'épissage avec de fortes associations de chromatine. La méthylation de l’ADN, la modification post-transcriptionnelle et la variation d’épissage ainsi que les modifications de la chromatine sont tous des mécanismes épigénétiques importants, et leur association avec les loci associés au risque de schizophrénie indique que ces mécanismes peuvent jouer un rôle important dans le développement de la maladie.
En s'éloignant des GWAS, les études de liaison se sont révélées infructueuses en raison de l'interaction de plusieurs gènes différents qui sont tous impliqués dans le développement de la schizophrénie. Il existe également quelques SNP spécifiques impliqués de manière majeure dans le développement de la schizophrénie, mais des groupes de SNP pourraient représenter 30 % de la susceptibilité génétique au développement de la schizophrénie,.

### Méthodes de recherche
L'épigénétique peut être étudiée et recherchée par diverses méthodes. L’une des méthodes les plus courantes consiste à examiner les tissus cérébraux post-mortem de patients atteints de schizophrénie et à les analyser à la recherche de biomarqueurs. D'autres méthodes courantes comprennent les études de culture tissulaire de neurones, l'analyse du génome entier de cellules non cérébrales chez des patients vivants (voir PBMC) et les modèles animaux transgéniques et schizophrènes.
D'autres études actuellement en cours ou qui pourraient être réalisées à l'avenir comprennent des études longitudinales sur des patients, des populations « à risque » et des jumeaux monozygotes, ainsi que des études qui examinent les interactions spécifiques entre gènes et environnement et les effets épigénétiques.

## Alternatives épigénétiques
L'épigénétique (traduite par « au-dessus de la génétique ») est l'étude de la façon dont les gènes sont régulés par des mécanismes moléculaires réversibles et héréditaires. Les changements épigénétiques modifient l’expression des gènes soit par l’activation du gène qui code pour une certaine protéine, soit par la répression du gène. Il existe deux grandes catégories de modifications : la méthylation de l’ADN et les modifications des histones . Les résultats de la recherche ont démontré que plusieurs exemples de ces deux changements sont liés à la schizophrénie et à ses symptômes,. Les preuves de la régulation épigénétique sont encore rares et, tout comme les responsables génétiques de la maladie restent nébuleux, il n’existe pas de réponse définitive aux altérations épigénétiques auxquelles il faut s’attendre chez les patients atteints de schizophrénie.

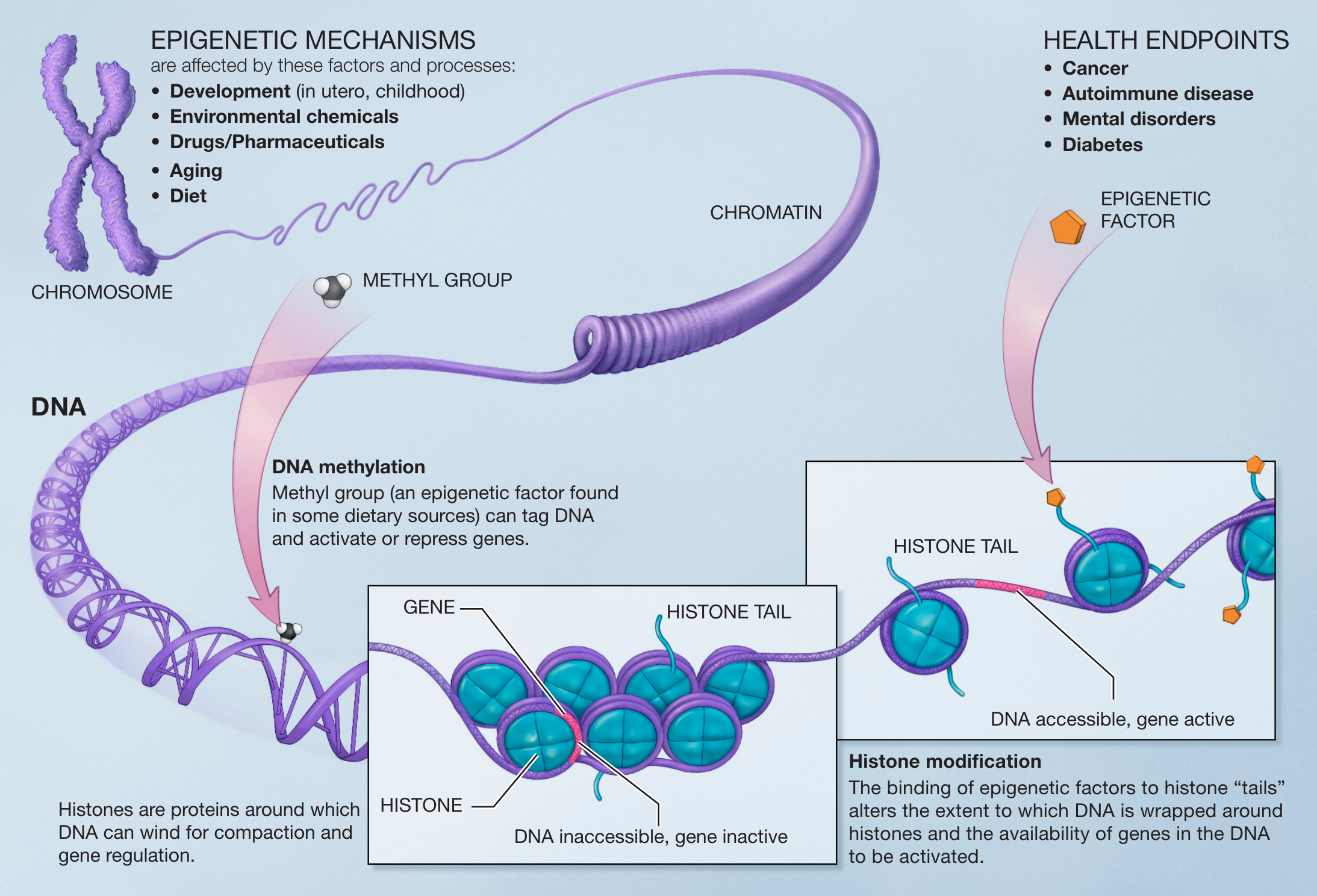
Mécanismes de l'épigénétique dans la cellule

### Méthylation de l'ADN
La méthylation de l'ADN est l'ajout covalent d'un groupe méthyle à un segment du code ADN. Ces groupes -CH3 sont ajoutés aux résidus de cytosine par les enzymes DNMT (ADN méthyltransférases). Le groupe méthyle de liaison aux régions promotrices interfère avec la liaison des facteurs de transcription et fait taire le gène en empêchant la transcription de ce code. La méthylation de l’ADN est l’un des mécanismes épigénétiques les plus étudiés et plusieurs découvertes la liant à la schizophrénie ont été réalisées.
Une méthylation différentielle de l'ADN a été identifiée dans l'épigénome schizophrénique dans 4 régions différentes du cerveau. Une hyperméthylation des gènes dans les voies des neurotransmetteurs (y compris GAD1, RELN et la voie de la sérotonine) ainsi qu'une hypométhylation des gènes dans d'autres voies (comme la voie dopaminergique) ont été observées chez les patients schizophrènes,. Une large gamme de modèles de méthylation génomique a été observée chez les patients atteints de schizophrénie, et bien qu'aucune explication définitive ne soit disponible, il existe suffisamment d'anomalies cohérentes pour suspecter que la méthylation différentielle pourrait jouer un rôle important dans la pathogenèse de la schizophrénie.

#### Méthylation des gènes GABAergiques
Il a été démontré de manière constante dans diverses études que les niveaux de reeline et de GAD67 sont régulés à la baisse dans les échantillons de tissus corticaux et hippocampiques de personnes atteintes de schizophrénie. Ces protéines sont utilisées par les neurones GABAergiques, et des anomalies dans leurs niveaux pourraient entraîner certains des symptômes observés chez les personnes atteintes de schizophrénie. Les gènes de ces deux protéines se trouvent dans des zones du code génétique qui peuvent être méthylées (voir Îlot CpG ). Des études récentes ont démontré un lien épigénétique entre les niveaux de protéines et la schizophrénie. Une étude a révélé que les neurones corticaux avec des niveaux inférieurs de GAD67 et de reeline présentaient également des niveaux accrus de DNMT1, l'une des enzymes qui ajoute un groupe méthyle. Il a également été démontré qu’un état de type schizophrénique peut être induit chez des souris lorsqu’elles reçoivent de manière chronique de la L-méthionine, un précurseur nécessaire à l’activité DNMT. Ces résultats et d’autres établissent un lien étroit entre les changements épigénétiques et la schizophrénie.

#### Méthylation du BDNF
La méthylation de l’ADN peut également affecter l’expression du BDNF (facteur neurotrophique dérivé du cerveau). La protéine BDNF est importante pour la cognition, l’apprentissage et même la vulnérabilité aux traumatismes de la petite enfance. Sun et al. ont montré que la condition de peur entraînait des changements dans les niveaux de méthylation de l'ADN dans les régions promotrices du BDNF dans les neurones hippocampiques. Il a également été démontré que l’inhibition de l’activité DNMT entraînait une modification des niveaux de BDNF dans l’hippocampe. Il a également été démontré que la méthylation de l’ADN du BDNF est affectée par les expériences sociales postnatales, un environnement stressant et la privation d’interaction sociale. De plus, ces stimuli ont également été liés à une augmentation de l'anxiété, à des problèmes cognitifs, etc. Bien qu'un lien direct entre la schizophrénie et les niveaux de BDNF n'ait pas été établi, ces résultats suggèrent une relation avec de nombreux problèmes similaires aux symptômes.

### Modifications des histones
Les histones sont des protéines autour desquelles s'enroule le chromosome ADN. Les histones sont présentes sous forme d'octamère (ensemble de 8 protéines) et peuvent être modifiées par acétylation, méthylation, SUMOylation, ubiquitination, phosphorylation, etc. Ces changements peuvent ouvrir ou fermer le chromosome. Ainsi, selon l’histone modifiée et le processus exact, les modifications d’histone peuvent soit réduire au silence, soit favoriser l’expression des gènes (alors que la méthylation de l’ADN réduit presque toujours au silence).
Étant donné que le sous-domaine des modifications des histones est relativement nouveau, il n’existe pas encore beaucoup de résultats. Les recherches sur ces régulations épigénétiques indiquent que les voies thérapeutiques ciblant les mécanismes épigénétiques comme la méthylation et l'acétylation différentielles peuvent être bénéfiques. Certaines études ont montré que les patients atteints de schizophrénie présentent des niveaux plus élevés de méthylation au niveau de H3 (la 3e histone de l’octamère) dans le cortex préfrontal, une zone qui pourrait être liée aux symptômes négatifs. Un exemple frappant est la méthylation répressive accrue de l’histone 3 (H3K9me2), qui a été associée à la fois à l’âge d’apparition de la maladie et à la résistance au traitement. Il a également été démontré que l'acétylation et la phosphorylation des histones sont augmentées au niveau du promoteur de la protéine BDNF, impliquée dans l'apprentissage et la mémoire.
Des études plus récentes ont montré que les tissus cérébraux post-mortem de patients atteints de schizophrénie présentaient des niveaux plus élevés d’ HDAC, l’histone désacétylase, une enzyme qui élimine les groupes acétyles des histones. Les niveaux de HDAC1 sont inversement corrélés à l’expression de la protéine GAD67, qui est diminuée chez les patients atteints de schizophrénie.

### Altérations épigénétiques héréditaires
Des études ont montré que les changements épigénétiques peuvent être transmis aux générations futures par la méiose et la mitose. Ces résultats suggèrent que les facteurs environnementaux auxquels les parents sont confrontés peuvent éventuellement affecter la manière dont le code génétique de l’enfant est régulé. Les résultats de la recherche ont montré que cela était également vrai pour les patients atteints de schizophrénie. Chez les rats, la transmission du comportement maternel et même des réponses au stress peuvent être attribuées à la manière dont certains gènes de l'hippocampe de la mère sont méthylés. Une autre étude a montré que la méthylation du gène BDNF, qui peut être affectée par le stress et les abus subis au cours de la petite enfance, est également transmissible aux générations futures.
Outre les effets épigénétiques résultant de l’influence maternelle au cours des étapes importantes du développement neurologique, des études montrent que la privation de nutriments peut entraîner des modifications épigénétiques qui se maintiennent de génération en génération. Historiquement, on pense que les famines provoquent des changements dans la régulation épigénétique du génome humain. Plus précisément, on pense que la privation de nutriments modifie les schémas de méthylation chez les mammifères, et plusieurs études de cas ont montré que les périodes de famine sont positivement corrélées à une augmentation des incidences de schizophrénie dans certaines populations. Les bébés nés pendant des périodes de famine étaient jusqu’à deux fois plus susceptibles de développer une schizophrénie ou un trouble du spectre de la schizophrénie,. Les chercheurs pensent donc que le développement de la schizophrénie est lié à la privation de nutriments. L'hypothèse principale expliquant comment cela se produit est due à des altérations épigénétiques subtiles à la suite d'une privation de nutriments, comme l'hyperméthylation des gènes dans les voies des neurotransmetteurs, car il est bien documenté que la restriction alimentaire a un effet sur les états de méthylation de l'ADN. Cette ligne de pensée est également appuyée par des études montrant que les carences en certains nutriments, notamment en choline, en folate et en vitamine B12, nécessaires à la création de la S-adénosylméthionine (SAM), sont également liées à l'augmentation des facteurs épigénétiques associés à un risque accru de schizophrénie. Les preuves continuent de s’accumuler dans ce domaine, mais les corrélations existantes sont particulièrement fortes.

## Risques et causes environnementales
Bien qu'il n'y ait pas eu beaucoup d'études reliant les facteurs environnementaux aux mécanismes épigénétiques liés à la schizophrénie à ce stade, quelques études ont montré des résultats intéressants. L’âge avancé du père est l’un des facteurs de risque de la schizophrénie, selon une étude récente. Cela se fait par mutagenèse, qui provoque d’autres changements spontanés, ou par empreinte génomique. À mesure que le parent vieillit, de plus en plus d’erreurs peuvent survenir dans le processus épigénétique. Il existe également des preuves d’un lien entre l’inhalation de benzène lors de la combustion du bois et le développement de la schizophrénie. Cela pourrait se produire par le biais de changements épigénétiques. La méthamphétamine a également été associée à la schizophrénie ou à des symptômes psychotiques similaires. Une étude récente a révélé que les consommateurs de méthamphétamine présentaient des niveaux de DNMT1 altérés, de la même manière que les patients atteints de schizophrénie ont montré des niveaux anormaux de DNMT1 dans les neurones GABAergiques.
Des recherches ont montré qu’il n’existe pas une probabilité de 100 % d’hériter génétiquement de la schizophrénie – comme chez les jumeaux monozygotes, lorsqu’un jumeau est diagnostiqué schizophrène, il n’y a que 50 % de probabilité que l’autre jumeau soit également diagnostiqué schizophrène. Cette découverte montre que les influences environnementales jouent un rôle dans le développement de la schizophrénie.
Il a également été démontré que les effets maternels augmentent le taux de schizophrénie. On a émis l’hypothèse que les bébés nés en hiver et au printemps ont des taux de schizophrénie plus élevés que les bébés nés en été et en automne en raison de l’augmentation des infections respiratoires pendant les mois les plus froids. De plus, une étude a montré que l'infection respiratoire maternelle augmentait le taux de schizophrénie de « trois à sept fois » et que si les mères n'avaient pas contracté l'infection respiratoire, « 14 à 21 % des cas de schizophrénie auraient été évités ». Les quantités relatives de composés pro-inflammatoires et anti-inflammatoires trouvées dans le sérum maternel sont associées à l'apparition de la schizophrénie, comme le montrent les études dans lesquelles les quantités d'interleukine 6 et d'interleukine 10, pro- et anti-inflammatoires, respectivement, ont été manipulées. Il a été rapporté que l’augmentation de la quantité d’interleukine 10 ou la diminution de la quantité d’interleukine 6 diminuait les effets du système immunitaire sur le fœtus. Ces impacts durables peuvent indiquer des effets épigénétiques sur la progéniture, mais cela reste à confirmer. Une étude de 2018 a révélé que les patients atteints de schizophrénie présentaient une hypométhylation (associée à une expression accrue d’un gène) de la région promotrice IP6 par rapport aux sujets témoins.
Les modèles de méthylation de l’ADN ont été associés à un risque accru de schizophrénie. Plus précisément, il a été rapporté que l’hyperméthylation de la région promotrice supprime l’expression de la reeline (RELN) dans le cortex frontal et préfrontal. Des niveaux de méthylation de l'ADN plus élevés des promoteurs RELN ont été observés chez les patients schizophrènes. Plusieurs autres gènes, notamment les gènes GABAergiques, dopaminergiques et sérotoninergiques, présentent également des schémas de méthylation différents chez les personnes atteintes de schizophrénie. On a également observé que les personnes atteintes de schizophrénie présentaient des quantités accrues de DNMT1, une protéine impliquée dans la régulation de la méthylation sur les sites CpG. Jaffe et al. ont récemment découvert que 2 104 sites CpG étaient méthylés différemment dans le cortex préfrontal chez les personnes atteintes de schizophrénie par rapport à celles qui n'en étaient pas atteintes. Plus particulièrement, les sites différentiellement méthylés ont été trouvés dans des gènes liés au « développement embryonnaire, à l'engagement dans le destin cellulaire et à la différenciation du système nerveux » ainsi qu'à la période entre la fin de la gestation et le début de la vie.
Le stress maternel prénatal (PNMS) est également associé à la schizophrénie et aux troubles du spectre de la schizophrénie (SSD). Plusieurs études ont montré qu’une augmentation du PNMS est liée à une diminution de la croissance fœtale chez les hommes qui développent plus tard un SSD. Il a également été constaté que les PNMS entraînant une augmentation de la morbidité et de la mortalité sont également associés à un risque accru de développement de SSD chez les hommes. Le PNMS, en particulier en début de grossesse, a également été associé à des déficiences motrices et à des difficultés comportementales dans la période prémorbide précédant l'apparition de la schizophrénie, notamment chez les hommes.
L’une des découvertes les plus intéressantes reliant un facteur environnemental aux mécanismes épigénétiques de la schizophrénie est l’exposition à la nicotine. Il a été largement rapporté que 80 % des patients atteints de schizophrénie consomment une certaine forme de tabac. De plus, le tabagisme semble améliorer les capacités cognitives des personnes atteintes de schizophrénie. Cependant, seule une étude récente de Satta et al. a montré que la nicotine entraîne une diminution des niveaux de DNMT1 dans les neurones GABAergiques de souris, une molécule qui ajoute des groupes méthyles à l'ADN. Cela a conduit à une expression accrue de GAD67.

## Limites de la recherche
Les méthodes de recherche et les découvertes scientifiques actuelles présentent plusieurs limites. L’un des problèmes des études post-mortem est qu’elles ne présentent qu’un seul instantané d’un patient atteint de schizophrénie. Il est donc difficile de déterminer si les résultats des biomarqueurs sont liés à la pathologie de la schizophrénie. Une autre limitation est que le tissu le plus pertinent, celui du cerveau, est impossible à obtenir chez des patients vivants atteints de schizophrénie. Pour contourner ce problème, plusieurs études ont utilisé des sources plus accessibles, comme les lymphocytes ou les lignées de cellules germinales, car certaines études ont montré que des mutations épigénétiques peuvent être détectées dans d’autres tissus.
Une autre limitation est que le tissu le plus pertinent, celui du cerveau, est impossible à obtenir chez des patients vivants atteints de schizophrénie. Pour contourner ce problème, plusieurs études ont utilisé des sources plus accessibles, comme les lymphocytes ou les lignées de cellules germinales, car certaines études ont montré que des mutations épigénétiques peuvent être détectées dans d’autres tissus.
Les études épigénétiques de troubles comme la schizophrénie sont également soumises à la subjectivité des diagnostics psychiatriques et à la nature spectrale des problèmes de santé mentale. Ce problème de classification des problèmes de santé mentale a conduit à des phénotypes intermédiaires qui pourraient être mieux adaptés.

## Détection et traitement
L’avènement de l’épigénétique comme voie de recherche sur la schizophrénie a ouvert de nombreuses possibilités en matière de détection précoce, de diagnostic et de traitement. Bien que ce domaine soit encore à ses débuts, des résultats prometteurs ont déjà été obtenus. Certaines études cérébrales post-mortem examinant l’expression génétique de la méthylation des histones ont montré des résultats prometteurs qui pourraient être utilisés pour une détection précoce chez d’autres patients. Cependant, la majeure partie des recherches translationnelles et de leurs résultats ont porté sur les interventions thérapeutiques.

### Thérapeutique
Les changements épigénétiques étant réversibles et susceptibles d’être traités par des médicaments et des traitements pharmacologiques, le développement de traitements est très prometteur. Comme beaucoup l’ont souligné, la schizophrénie est un trouble permanent qui a des conséquences généralisées. Il se peut donc qu’il ne soit pas possible d’inverser complètement la maladie. Bien que irréversibles, la vie des patients atteints de schizophrénie peut être grandement améliorée grâce à des traitements qui atténuent les symptômes. Les traitements comme les médicaments antipsychotiques pour la schizophrénie sont efficaces, mais ils ont souvent des effets secondaires graves, et les médecins cherchent toujours à améliorer les résultats du traitement des patients. Des études récentes indiquent qu’il pourrait être possible d’améliorer les traitements existants grâce à des moyens épigénétiques. Cela ouvre une nouvelle voie prometteuse pour la gestion des maladies. Les produits pharmaceutiques qui affectent directement les marqueurs épigénétiques pourraient être utilisés pour améliorer l’efficacité du traitement actuel d’un patient ou servir de régime de traitement actualisé.
Comme indiqué précédemment, la schizophrénie est associée à des niveaux élevés de méthylation génétique et de marques d’histones répressives, notamment H3K9me2. Les stabilisateurs de l'humeur sont devenus une méthode thérapeutique intéressante dans le traitement de la schizophrénie en raison de leur capacité à inverser les altérations épigénétiques telles que les marques d'histones répressives. Les stabilisateurs de l'humeur connus pour cibler les marqueurs épigénétiques associés à la schizophrénie comprennent le lithium, le valproate, la lamotrigine et la carbamazépine.

#### Cibler les modifications des histones
Les inhibiteurs de l’HDAC (histone désacétylase) sont une classe de médicaments actuellement étudiés. Des études ont montré que les niveaux de reeline et de GAD67 (qui sont diminués dans les modèles animaux schizophrènes) sont tous deux régulés à la hausse après un traitement avec des inhibiteurs d'HDAC. De plus, il existe l’avantage supplémentaire de la sélectivité, car les inhibiteurs d’HDAC peuvent être spécifiques au type de cellule, au type de tissu et même aux régions du cerveau.
Le valproate, un médicament psychotrope, est un inhibiteur de l'HDAC fréquemment utilisé pour traiter les patients atteints de schizophrénie. Le valproate entraîne une augmentation de l'acétylation de H3 et H4 ainsi qu'une augmentation des niveaux d'ARNm de GAD67 et de reeline dans les lymphocytes. Il a également été démontré que le lithium est très efficace pour augmenter l'acétylation des histones et la présence de transcrits GAD67 et reelin chez les patients présentant des symptômes psychotiques.
Les inhibiteurs de l'HMT (histone déméthylase) agissent également sur les histones. Ils empêchent la déméthylation de la protéine histone H3K4 et ouvrent cette partie de la chromatine. Il a été démontré que la tranylcypromine, un antidépresseur, possède des propriétés inhibitrices de l'HMT et, dans une étude, le traitement de patients atteints de schizophrénie avec la tranylcypromine a montré des améliorations concernant les symptômes négatifs.
Dans les premières études, l'imipramine, un antidépresseur, s'est avérée capable de supprimer la marque épigénétique répressive H3K9me2. La diminution de la répression au niveau de ce marqueur semble améliorer les résultats du traitement pour les patients prenant des médicaments antipsychotiques,.

#### Cibler la méthylation de l'ADN
Parmi les utilisateurs d’antipsychotiques à long terme, l’analyse des tissus post-mortem révèle que les gènes qui sont généralement méthylés chez les patients atteints de psychose sont hypométhylés après une utilisation d’antipsychotiques à vie. En d’autres termes, les médicaments antipsychotiques sont capables de réduire la méthylation des gènes chez les utilisateurs à long terme. La suppression des marques épigénétiques répressives n’est qu’une partie de la manière dont ces médicaments modifient l’épigénome des patients présentant des symptômes psychotiques. Les antipsychotiques sont associés à la fois à l’induction et à l’inhibition de la méthylation de l'ADN, ce qui peut conduire à la régulation positive et négative simultanée de différents gènes chez les patients. Bien que des variations significatives dans les profils de méthylation aient été enregistrées chez les patients utilisant des médicaments antipsychotiques, les preuves dans ce domaine ne sont pas encore suffisantes pour déterminer le mécanisme exact sous-jacent à la manière dont ces médicaments influencent la méthylation. La schizophrénie est une maladie complexe et multiforme, et la variété des modèles de méthylation observés confirme cette connaissance.
Il a également été démontré que les inhibiteurs de DNMT augmentent les niveaux de la protéine de remontage et de GAD67 dans les cultures cellulaires. Cependant, certains des inhibiteurs actuels de la DNMT, comme la zébularine et la procaïnamide, ne traversent pas la barrière hémato-encéphalique et ne s’avéreraient pas un traitement aussi efficace. Alors que les inhibiteurs de DNMT empêcheraient l’ajout d’un groupe méthyle, des recherches sont également menées sur les inducteurs de déméthylation de l’ADN, qui induiraient pharmacologiquement la suppression des groupes méthyles. Il a été démontré que les médicaments antipsychotiques actuels, comme la clozapine et le sulpiride, induisent également une déméthylation.

## Lectures complémentaires
- « Epigenetics », sur Science Online Special Collection, AAAS, octobre 2010
- Akbarian S, Behavioral Neurobiology of Schizophrenia and Its Treatment, vol. 4, coll. « Current Topics in Behavioral Neurosciences », 2010, 611–628 p. (ISBN 978-3-642-13716-7, PMID 21312415, DOI 10.1007/7854_2010_38), « Epigenetics of schizophrenia »
- Gavin DP, Sharma RP, « Histone modifications, DNA methylation, and schizophrenia », Neuroscience and Biobehavioral Reviews, vol. 34, no 6,‎ mai 2010, p. 882–888 (PMID 19879893, PMCID 2848916, DOI 10.1016/j.neubiorev.2009.10.010)
- Mill J, Petronis A, Brain, Behavior and Epigenetics (Epigenetics and Human Health), Berlin, Springer, 2011 (ISBN 978-3-642-17425-4)
- Oh G, Petronis A, « Environmental studies of schizophrenia through the prism of epigenetics », Schizophrenia Bulletin, vol. 34, no 6,‎ novembre 2008, p. 1122–1129 (PMID 18703665, PMCID 2632494, DOI 10.1093/schbul/sbn105)
- Roth TL, Lubin FD, Sodhi M, Kleinman JE, « Epigenetic mechanisms in schizophrenia », Biochimica et Biophysica Acta (BBA) - General Subjects, vol. 1790, no 9,‎ septembre 2009, p. 869–877 (PMID 19559755, PMCID 2779706, DOI 10.1016/j.bbagen.2009.06.009)